# Vittorio Pugliese
Vittorio Pugliese (Catanzaro, 23 gennaio 1905 – Cirò, 13 giugno 1965) è stato un politico italiano.

## Biografia
Nato da una famiglia della borghesia agraria dell'alto crotonese, il padre era un notissimo avvocato di Catanzaro vissuto fra la metà dell'Ottocento e gli anni trenta del Novecento.
Era fratello dell'Ammiraglio di Squadra Stefano Pugliese, medaglia d'oro al valor militare. I suoi antenati si misero in luce nella prima metà dell'Ottocento come liberali anti-borbonici (Emilio) e come storici e sociologi (Giovan Francesco).
Parlamentare dal 1948 al 1965, fu l'esponente di spicco della DC in Calabria per circa venti anni. Ricoprì più volte incarichi di Governo come sottosegretario di Stato ai Ministeri del Lavoro, della Difesa, dell'Agricoltura e delle foreste, dell'Interno e dei Trasporti e aviazione civile.
Viene ricordato ancora per la sua opera in favore delle classi contadine più disagiate, in favore delle quali si adoperò per la legge sulla Riforma agraria di cui fu relatore alla Camera dei deputati.
Muore all'età di 62 anni, nel giugno del 1965 da senatore in carica, il suo posto a Palazzo Madama verrà ricoperto da Filippo Murdaca.